# John Torenbeek
Johan Louis (John) Torenbeek (Amersfoort, 1 augustus 1927 - Voorburg, 29 mei 2008) was een Nederlands kunstschilder, schrijver en vertaler.

## Leven en werk
Torenbeek volgde tussen 1946 en 1951 lessen bij de kunstenaars Jan van Tongeren en Mart Stam. Hij schilderde onder andere portretten, stillevens en figuratieve landschappen. Hij was getrouwd met Aat van Nie (1927 – 2010) eveneens schilder, en vooral bekend als stilleven-, portret- en landschapsschilder.
Daarnaast publiceerde Torenbeek onder andere verschillende kinderboeken waarvoor hij de tekeningen maakte en zijn vrouw Aat van Nie de teksten. Vanaf 1970 verschenen vertalingen uit het Engels en Duits van zijn hand van boeken over kunst en kunstnijverheid.